# Szasz Hamdan
Szasz Hamdan – wieś w Syrii, w muhafazie Aleppo. W 2004 roku liczyła 390 mieszkańców.